# Anton Ulrich (Sachsen-Meiningen)

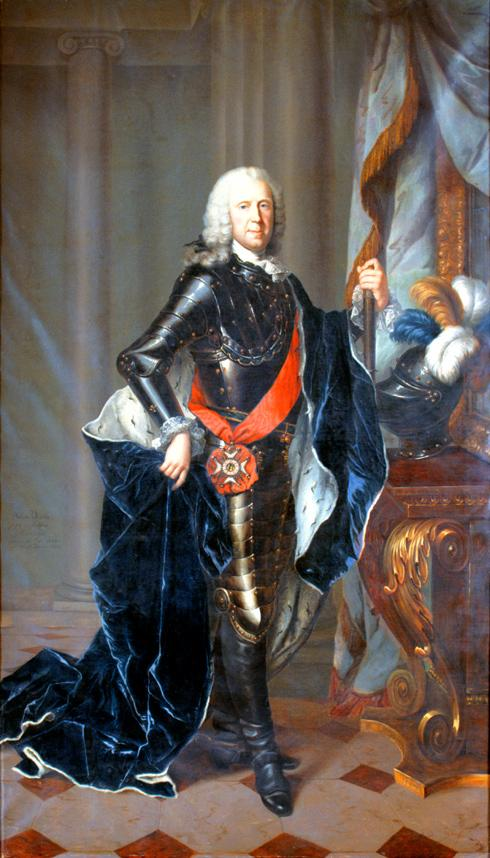
Herzog Anton Ulrich von Sachsen-Meiningen mit dem Schulterband des Hubertusordens

Anton Ulrich von Sachsen-Meiningen (* 22. Oktober 1687 in Meiningen; † 27. Januar 1763 in Frankfurt am Main), aus der ernestinischen Linie des Hauses Wettin, war von 1743 bis 1763 Herzog von Sachsen-Meiningen.

## Leben
Anton Ulrich wurde als jüngster Sohn des Herzogs Bernhard I. von Sachsen-Meiningen (1649–1706) und dessen zweiter Gemahlin Elisabeth Eleonore (1658–1729), Tochter des Herzogs Anton Ulrich von Braunschweig-Wolfenbüttel, geboren. Damit entstammte er dem Haus Sachsen-Meiningen. Beim Tod seines Vaters befand sich Anton Ulrich auf seiner Kavalierstour in den Niederlanden, die er noch nach England, in die Schweiz und nach Italien fortsetzte.
Für die Erbfolge nie vorgesehen, heiratete er 1711 in Holland nicht standesgemäß heimlich die Hauptmannstochter Philippine Elisabeth Cäsar (1686–1744), was zu erheblichen Spannungen mit den Verwandten führte. In den folgenden Jahren lebte er mit seiner Familie in Amsterdam. Er konnte beim Reichshofrat in Wien 1727 zwar die rechtmäßige Anerkennung seiner Ehe erreichen, die zehn Kinder dieser morganatischen Gemahlin wurden allerdings 1744 im Todesjahr von Philippine Elisabeth und nochmals 1747 als nicht nachfolgeberechtigt erklärt.
Er gelangte erst spät, 1746 nach dem Tod seines ältesten Halbbruders Herzog Ernst Ludwig I. und dessen Söhnen Ernst Ludwig II. und Karl Friedrich sowie dem Ableben seines älteren Halbbruders Friedrich Wilhelm zur alleinigen Regierung.
Mit seinem Halbbruder Friedrich Wilhelm hatte Anton Ulrich bereits seit 1743 zusammen regiert, da im Lande eine Primogeniturordnung fehlte. Deshalb war es nach dem Tod seines Vaters auch zu erheblichen Zwistigkeiten gekommen. Sein ältester Halbbruder strebte nach Alleinherrschaft und konnte von seinem Bruder Friedrich Wilhelm einen Regierungsverzicht erwirken, Anton Ulrich prozessierte allerdings jahrelang um seinen Regierungsanteil. Als sein Bruder Ernst Ludwig I. starb, schloss dieser ihn wissentlich als Regenten für seine Söhne aus. Anton Ulrich zog sich deshalb resigniert 1742 nach Frankfurt am Main zurück.
Mit dem benachbarten Herzogtum Sachsen-Gotha-Altenburg führte er 1747/1748 eine militärische Auseinandersetzung (Wasunger Krieg), der sich an einer Auseinandersetzung zweier Hofdamen am Meininger Hof entzündete. Nochmals in Konflikt mit Sachsen-Gotha, unterlag er im von ihm als Senior der Ernestiner erhobenen Anspruch auf die Regentschaft für den minderjährigen Herzog von Sachsen-Weimar-Eisenach.
Auch als Alleinregent hatte er seinen Wohnsitz in Frankfurt nicht aufgegeben, sondern versah die wichtigsten Regierungsgeschäfte von dort aus. Er führte hier ein gastliches Haus und wurde sehr häufig von Generälen im Winterquartier besucht. Anton Ulrich begründete in Meiningen zusammen mit seiner Schwester Elisabeth Ernestine, Äbtissin von Stift Gandersheim, eine Kunst- und Naturaliensammlung.
Mit dem Erlöschen der Linie Sachsen-Meiningen musste bereits gerechnet werden, als Anton Ulrich als 63-Jähriger 1750 die 43 Jahre jüngere Charlotte Amalie, Tochter des Landgrafen Karl I. von Hessen-Philippsthal ehelichte und mit ihr bis 1762 noch acht Kinder zeugte.
Nur selten in seinem Herzogtum anwesend, gelang es dem als willensstark, intelligent und welterfahren, aber auch aufbrausend, verschwenderisch und streitsüchtig beschriebenen Herzog kaum, die darniederliegende Landesverwaltung wieder aufzubauen. Dies sollte erst nach seinem Tod seiner Frau gelingen.

## Nachkommen
Seine Kinder aus zweiter Ehe waren:
- Charlotte (1751–1827)

⚭ Herzog Ernst II. von Sachsen-Gotha-Altenburg (1745–1804)
- Luise (1752–1805)

⚭ 1781 Landgraf Adolf von Hessen-Philippsthal-Barchfeld (1743–1803)
- Elisabeth (1753–1754)
- Karl (1754–1782), Herzog von Sachsen-Meiningen

⚭ 1780 Prinzessin Luise zu Stolberg-Gedern (1764–1834)
- Friedrich Franz (1756–1761)
- Friedrich Wilhelm (1757–1758)
- Georg I. (1761–1803), Herzog von Sachsen-Meiningen

⚭ 1782 Prinzessin Louise Eleonore zu Hohenlohe-Langenburg (1763–1837)
- Amalie (1762–1798)

⚭ 1783 Fürst Heinrich Karl Erdmann zu Carolath-Beuthen (1759–1817)